# Koen Vekemans
Koen Vekemans (Lommel, 18 november 1966) is een Belgisch voormalig professioneel wielrenner. Hij reed voor onder meer Lotto.

## Belangrijkste overwinningen
1986
- 4e etappe Ronde van West-Henegouwen

1987
- 5e etappe Ronde van België

1988
- 7e etappe Ronde van de Europese Gemeenschap

1991
- GP Raf Jonckheere

## Resultaten in voornaamste wedstrijden
| Jaar | Gent-Wevelgem | Parijs-Roubaix |
| ---- | ------------- | -------------- |
| 1989 |               | 52e            |
| 1991 | 130e          |                |

Wielerploegen van Koen Vekemans
Bomans · Dernies · Goessens · Lieckens · Lurquin · Mannaerts · Nevens · Roes · Sergeant · Van De Vijver · Van de Walle ·  Van Eynde ·  Van Itterbeeck ·  Vekemans ·  Verdonck ·  Wijnant ·  Willems
Bomans · De Clercq · Deneut · Dernies · Goessens · Houdart · Lurquin · Mannaerts · Robeet · Roes · Van De Vijver ·  Van Eynde ·  Van Itterbeeck ·  Vekemans ·  Verdonck ·  Willems
Arras · De Clercq · Demol · Deneut · Francken · Lurquin · Mannaerts · Moreels · Redant · Roes · Van Calster · Van De Vijver · Van Den Abeele · Van Eynde · Van Itterbeeck · Vekemans · Verdonck · Verschueren · Willems
Arras · Bock · Bruyere · Bruyneel · Criquielion · De Clercq · Demol · Deneut · Francken · Haex · Moreels · Museeuw · Redant · Roes · Van Den Abeele · Van Eynde · Van Itterbeeck · Vekemans · Verdonck · Verschueren · Willems · Baguet (stagiair) · Leysen (stagiair) · Naessens (stagiair)